# ラヘイタ
ラヘイタ（英語: Raheita）は、エリトリア・デブバウィ・ケイバハリ地方東南部の村。ジブチ国境付近の海岸部に存在する。ラヘイタはラハイタとも呼ばれ、他にも Rehayto,Rahita,Rahayto,Rahaytaとも綴られる。国境のジブチ側にモルホルと呼ばれる村が存在する。北緯12度43分37秒、東経43度05分03秒。標高4m。